# ハンコック郡 (ウェストバージニア州)
ハンコック郡（英: Hancock County）は、アメリカ合衆国ウェストバージニア州の北部パンハンドル部先端に位置する郡である。2010年国勢調査での人口は30,676人であり、2000年の32,667人から6.1%減少した。郡庁所在地はニューカンバーランド市（人口1,103人）であり、同郡で人口最大の都市はウィアトン市（人口19,746人）である。ハンコック郡は1848年にブルック郡から分離して設立された。郡名はアメリカ独立宣言に最初に署名したジョン・ハンコックに因んで名付けられた。
ハンコック郡はオハイオ州にも跨るウィアトン・スチューベンビル大都市圏に属しており、さらに大きなピッツバーグ3州広域都市圏に入っている。

## 歴史と郡政府
ハンコック郡は1848年にブルック郡から分離して設立された。これはウェストバージニア州が州に昇格する15年ほど前のことだった。ハンコック郡もブルック郡ももとはバージニア州オハイオ郡の一部であり、オハイオ郡は1776年にバージニア州ウェストオーガスタ地区から分離して設立されていた。アメリカ独立戦争のとき、オハイオ川沿いのピット砦より南、ホイーリングのヘンリー砦より北にあったので、重要な位置づけにあった。1774年にはローガン酋長の家族が虐殺された場所であり（イエロー・クリーク河口のオハイオ川対岸にあったベイカーの酒場でのことであり、現在はマウンテニア・レーストラックとカジノがある）、この出来事でダンモアの戦争が起こった。1781年、アダム・ポーがトムリンソンラン河口で、ビッグフットと呼ばれるインディアンと有名な戦いを行った。この場所には現在歴史標識が建てられている。郡内にある独立戦争の重要な砦や小要塞として、ホリデイズコーブ砦（現在のウィアトン中心街）、チャップマンのブロックハウス（ニューカンバーランド）があった。
ハンコック郡は、3人の委員で構成される郡政委員会が統治している。委員は3つの小選挙区からそれぞれ1人が選ばれ、任期は6年間であり、偶数年毎に1人が改選されている。委員会は毎年議長を互選している。
裁判所では近くのオハイオ郡やブルック郡と共にウェストバージニア州の第1司法巡回地区に入っている。ウェストバージニア州では巡回裁判所判事は党派選挙で選ばれ、任期は8年間、定数は4人である。
また第1司法巡回地区と同じ管区であるウェストバージニア州第1巡回家庭裁判所の管区に属している。ウェストバージニア州の家庭裁判所判事は2008年から8年任期で選ばれるようになった。定数は2人である。
治安判事は党派選挙で選ばれ、任期は4年間である。空席が生じた場合はそれぞれの巡回裁判所判事が代行する。巡回裁判所判事や家庭裁判所判事とは異なり、弁護士経験がなくてもよい。郡内の治安判事定数は3人である。
その他に選挙で選ばれる役人として、保安官、巡回裁判所事務官、郡事務官、資産評価官、検察官がいる。

## 地理
アメリカ合衆国国勢調査局に拠れば、郡域全面積は88平方マイル (1,530 km2)であり、このうち陸地83平方マイル (1,490 km2)、水域は6平方マイル (39 km2)で水域率は6.26%である。ウェストバージニア州では面積最少の郡である。郡内最高地点はエマヌエル・ミッション教会の東南東約1,800フィート (549 m)、標高約1,363フィート (415 m) の地点である。

### 主要高規格道路
- アメリカ国道30号線
- ウェストバージニア州道2号線
- ウェストバージニア州道8号線

### 隣接する郡
- コロンビアナ郡 (オハイオ州) - 北、西
- ビーバー郡 (ペンシルベニア州) - 東
- ワシントン郡 (ペンシルベニア州) - 南東
- ブルック郡 - 南
- ジェファーソン郡 (オハイオ州) - 西

## 人口動態
以下は2000年国勢調査による人口統計データである。
| 基礎データ - 人口: 32,667人 - 世帯数: 13,678 世帯 - 家族数: 9,506 家族 - 人口密度: 152人/km2（394人/mi2） - 住居数: 14,728軒 - 住居密度: 69軒/km2（178軒/mi2） 人種別人口構成 - 白人: 96.42% - アフリカン・アメリカン: 2.30% - ネイティブ・アメリカン: 0.12% - アジア人: 0.35% - 太平洋諸島系: 0.01% - その他の人種: 0.12% - 混血: 0.69% - ヒスパニック・ラテン系: 0.74% 年齢別人口構成 - 18歳未満: 20.8% - 18-24歳: 7.2% - 25-44歳: 27.1% - 45-64歳: 26.4% - 65歳以上: 18.4% - 年齢の中央値: 42歳 - 性比（女性100人あたり男性の人口） - 総人口: 92.4 - 18歳以上: 89.4 | 世帯と家族（対世帯数） - 18歳未満の子供がいる: 26.4% - 結婚・同居している夫婦: 54.7% - 未婚・離婚・死別女性が世帯主: 10.7% - 非家族世帯: 30.5% - 単身世帯: 26.6% - 65歳以上の老人1人暮らし: 12.5% - 平均構成人数 - 世帯: 2.36人 - 家族: 2.83人 収入と家計 - 収入の中央値 - 世帯: 33,759米ドル - 家族: 40,719米ドル - 性別 - 男性: 34,813米ドル - 女性: 19,100米ドル - 人口1人あたり収入: 17,724米ドル - 貧困線以下 - 対人口: 11.1% - 対家族数: 9.0% - 18歳未満: 16.1% - 65歳以上: 7.1% |

## 都市と町

### 法人化市と町
- ニューカンバーランド市 - 郡庁所在地
- ウィアトン市（小部分がブルック郡内）
- チェスター市

### 未編入の町
| - コンゴ - フェアヘイブン - キングスクリーク - ローレンスビル | - レニービル - モスコー - ニューマンチェスター - ニューウェル - サンバレー |